# Gerichtsbezirk Güssing
Der Gerichtsbezirk Güssing ist einer von sechs Gerichtsbezirken im Burgenland und umfasst die gesamten Bezirke Güssing und Jennersdorf. Der übergeordnete Gerichtshof ist das Landesgericht Eisenstadt.
Am 1. Jänner 2018 wurde das Bezirksgericht Jennersdorf aufgelöst und die Gemeinden dem Gerichtsbezirk Güssing zugeschlagen.

## Gerichtssprengel
Der Gerichtssprengel Güssing umfasst alle 28 Gemeinden des politischen Bezirks Güssing sowie alle 12 Gemeinden des politischen Bezirks Jennersdorf.
Einwohnerzahlen in Klammern, Stand: 1. Jänner 2024

### Städte
- Güssing (3.590)
- Jennersdorf (4.168)

### Marktgemeinden
- Bezirk Güssing
  - Eberau (916)
  - Großmürbisch (238)
  - Güttenbach (866)
  - Kukmirn (2.008)
  - Sankt Michael im Burgenland (1.015)
  - Stegersbach (2.752)
  - Stinatz (1.254)
  - Strem (910)

- Bezirk Jennersdorf
  - Deutsch Kaltenbrunn (1.730)
  - Heiligenkreuz im Lafnitztal (1.268)
  - Minihof-Liebau (1.045)
  - Mogersdorf (1.167)
  - Neuhaus am Klausenbach (901)
  - Rudersdorf (2.221)
  - Sankt Martin an der Raab (1.963)

### Gemeinden
- Bezirk Güssing
  - Bildein (348)
  - Bocksdorf (807)
  - Burgauberg-Neudauberg (1.439)
  - Gerersdorf-Sulz (1.017)
  - Hackerberg (374)
  - Heiligenbrunn (735)
  - Heugraben (226)
  - Inzenhof (329)
  - Kleinmürbisch (227)
  - Moschendorf (370)
  - Neuberg im Burgenland (937)
  - Neustift bei Güssing (434)
  - Olbendorf (1.485)
  - Ollersdorf im Burgenland (959)
  - Rauchwart (475)
  - Rohr im Burgenland (362)
  - Tobaj (1.400)
  - Tschanigraben (66)
  - Wörterberg (533)

- Bezirk Jennersdorf
  - Eltendorf (908)
  - Königsdorf (774)
  - Mühlgraben (385)
  - Weichselbaum (705)